# Onychognathus
Onychognathus es un género de aves paseriformes perteneciente a la familia Sturnidae.

## Especies
Se reconocen las siguientes especies:
- Onychognathus morio - estornino alirrojo;
- Onychognathus tenuirostris - estornino picofino;
- Onychognathus fulgidus - estornino alirrufo;
- Onychognathus walleri - estornino de Waller;
- Onychognathus blythii - estornino somalí;
- Onychognathus frater - estornino de Socotora;
- Onychognathus tristramii - estornino de Tristram;
- Onychognathus nabouroup - estornino de Naburup;
- Onychognathus salvadorii - estornino de Salvadori;
- Onychognathus albirostris - estornino piquiblanco;
- Onychognathus neumanni - estornino de Neumann.